# Ronco all’Adige
Ronco all’Adige – miejscowość i gmina we Włoszech, w regionie Wenecja Euganejska, w prowincji Werona.
Według danych na rok 2004 gminę zamieszkiwały 5683 osoby, 135,3 os./km².